# Вратарь года в Перу
Вратарь года в Перу (исп. Arquero del año en el Perú) — футбольная награда, вручаемая лучшему вратарю чемпионата Перу, начиная с 1998 года. Первым лауреатом стал Оскар Ибаньес. Он же получил наибольшее количество наград лучшему вратарю — 4 раза.

## Лауреаты
| Год  | Игрок                | Клуб               | Страна    |
| ---- | -------------------- | ------------------ | --------- |
| 1998 | Оскар Ибаньес        | Университарио      | Аргентина |
| 1999 | Оскар Ибаньес        | Университарио      | Аргентина |
| 2000 | Оскар Ибаньес        | Университарио      | Аргентина |
| 2001 | Джонни Вегас         | Спорт Бойз         | Перу      |
| 2002 | Густаво Роверано     | Альянса Лима       | Уругвай   |
| 2003 | Ибаньес, Оскар       | Сьенсиано          | Аргентина |
| 2004 | Эрик Дельгадо        | Спортинг Кристал   | Перу      |
| 2005 | Леао Бутрон          | Альянса Лима       | Перу      |
| 2006 | Джордж Форсут        | Альянса Лима       | Перу      |
| 2007 | Диего Пенни          | Коронель Бологнеси | Перу      |
| 2008 | Рауль Омар Фернандес | Университарио      | Перу      |
| 2009 | Рауль Омар Фернандес | Университарио      | Перу      |